# Lingua dei segni danese
La lingua dei segni danese o DTS (in danese Dansk tegnsprog) è una lingua dei segni utilizzata in Danimarca.

## Lingua ufficiale
La lingua dei segni danese è lingua ufficiale del Regno Unito della Danimarca.

## Storia
La lingua dei segni danese si è sviluppata nelle comunità dei sordi in Danimarca a partire dal XIX secolo. La lingua segnica attuale è affine alla segnologia scandinavo-germanica.